# Natività della Vergine (Andrea del Sarto)
La Natività della Vergine è un affresco (410x340 cm) di Andrea del Sarto, firmato e datato al 1514 (sebbene si pensi che sia stato in larga parte eseguito nel 1513) e conservato nel Chiostro dei Voti della basilica della Santissima Annunziata di Firenze.

## Storia
L'esecuzione dell'affresco è documentata, oltre che dalla data posta sul camino, da una serie di documenti, relativi al 1511-1513, che fecero ipotizzare a Shearman come gran parte dell'opera dovette essere realizzata nel corso del 1513. Terminati infatti gli affreschi delle Storie di san Filippo Benizi, nella metà sinistra dell'atrio, il Sarto voleva congedarsi, ma il responsabile degli affreschi, il sagrestano fra' Mariano dal Canto delle Macine, insistette così tanto da ottenere di avere altre due lunette nelle Storie della Vergine, aumentando il prezzo convenuto.
Come gli altri affreschi della serie, venne staccato, restaurato e ricollocato entro gli anni sessanta del Cinquecento, operazione che limitò anche i danni dell'alluvione di Firenze del 4 novembre 1966.
Nel Gabinetto dei Disegni e delle Stampe se ne conserva una copia a disegno tardo cinquecentesca attribuita a Maso da San Friano (n. 6466).

## Descrizione e stile

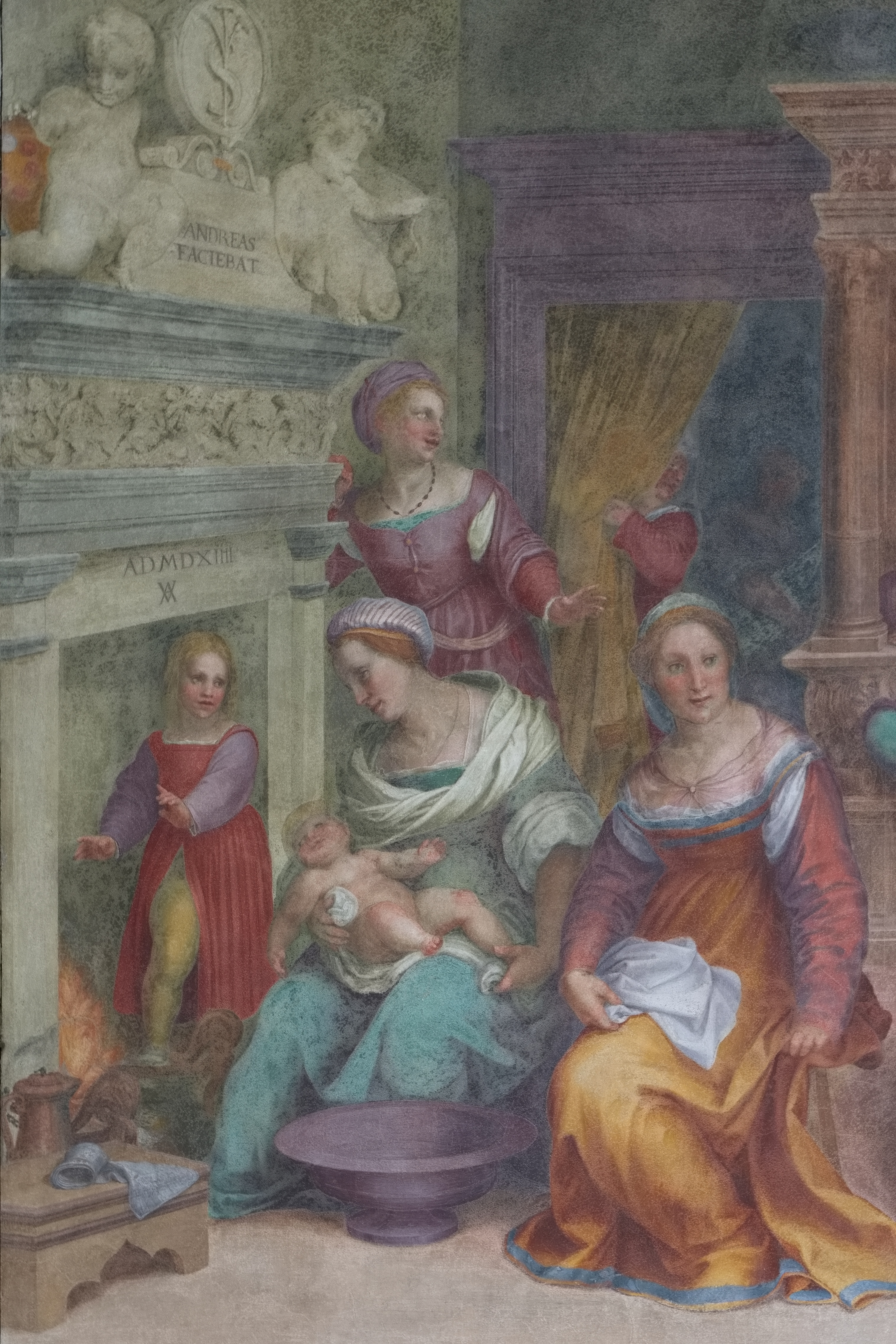
Il camino con lo stemma dei Serviti e la sigla e la firma di Andrea del Sarto

«Un componimento di figure benissimo misurate et accommodate con grazia in una camera, dove alcune donne, come amiche e parenti, essendo venute a visitarla, sono intorno alla donna di parto, vestite di quegli abiti che in quel tempo si usavano, et alcune altre manco nobili, standosi intorno al fuoco, lavano la puttina pur allor nata, mentre alcune altre fanno le fasce et altri così fatti servigi; e fra gl'altri vi è un fanciullo che si scalda a quel fuoco, molto vivace, et un vecchio che si riposa sopra un lettuccio, molto naturale; et alcune donne similmente che portano da mangiare alla donna che è nel letto, con modi veramente proprii e naturalissimi», così Vasari descrisse questo affresco, aggiungendo che «tutte queste figure [...] paiono di carne [...] e l'altre cose più tosto naturali che dipinte.»
L'opera deriva, come altre scene del ciclo, da un modello del Ghirlandaio, la Natività di Maria nella Cappella Tornabuoni in Santa Maria Novella, con un'analoga disposizione del letto e dei personaggi che vi ruotano attorno, anche se nell'affresco di Andrea del Sarto la componente spaziale appare rivoluzionata, con un maggiore sviluppo verticale dato dal baldacchino e dagli angeli che vi si assiepano. Migliorata risulta la disposizione dei personaggi, entro l'architettura ben scandita. La ricchezza delle pose, spesso legate da rimandi, la bilanciata artificiosità, la sontuosità degli abiti, la tavolozza ridotta che predilige colori rari e sofisticati, come i violetti, ne fecero un'opera cardine del primo Cinquecento, studiatissima dai primi seguaci della "maniera".
Luciano Berti (1986) ne sottolineò la "prosa sostenuta, ma calda" e il senso monumentale dato dal letto a baldacchino.